# Espaço Acadêmico
La Revista Espaço Acadêmico es una revista científica electrónica brasileña. Fue fundada en mayo de 2001 por Antônio Ozaí da Silva y publica artículos en todas las áreas del conocimiento. La revista es indexada en el Directorio de Revistas de Acceso Abierto.